# Шведський сірник (фільм, 1954)
«Шведський сірник» — радянський художній фільм, знятий на кіностудії «Мосфільм» в 1954 році режисером Костянтином Юдіним за однойменною повістю А. П. Чехова.

## Сюжет
У глухому повітовому містечку пронеслися чутки, що убитий місцевий поміщик Кляузов. Слідчий Чубиков, що скучає за великими справами, і його помічник Дюковський розвинули бурхливу діяльність.

## У ролях
- Олексій Грибов —  Микола Єрмолайович Чубиков, слідчий
- Андрій Попов —  Еміль Дюковський, помічник слідчого
- Михайло Яншин —  Євграф Кузьмич, становий пристав
- Марина Кузнецова —  Ольга Петрівна, дружина Євграфа Кузьмича
- Михайло Названов —  Марк Іванович Кляузов, відставний гвардії корнет, поміщик
- Ксенія Тарасова — Марія Іванівна Кляузова, сестра Кляузова
- Микола Гриценко — Псеков, керуючий Кляузова
- Микола Курочкін — Єфрем, садівник Кляузова
- Володимир Колчин — Микола Тетехов, лакей Кляузова
- Тамара Носова — Акулька, солдатка, жінка легкої поведінки
- Володимир Покровський — місцевий лікар
- Георгій Георгіу — справник, начальник Євграфа Кузьмича
- Інна Федорова — торговка
- Юрій Леонідов — урядник
- Микола Полєнков — Андрюша
- Афанасій Кочетков — Степан
- Сергій Троїцький — шинкар
- Олександр Лебедєв — крамар
- Георгій Гумільовський — прибиральник
- Олег Потоцький — прибиральник

## Знімальна група
- Автор сценарію: Микола Ердман
- Режисер-постановник: Костянтин Юдін
- Помічник режисера: Володимир Герасимов
- Оператор-постановник: Ігор Гелейн
- Помічник оператора: Валентин Захаров
- Художник-постановник: Георгій Турильов
- Художник по костюмах: Василь Ковригін
- Помічник художника по костюмах: Любов Душина
- Композитор: Василь Ширинський
- Звукооператор: Сергій Мінервін
- Художник-гример: Фетисов Віктор
- Монтажер: Тетяна Зінчук
- Помічник монтажера: Оксана Герц
- Диригент оркестру: Арон Ройтман
- Директор картини: Георгій Харламов